# أدونيس لهيبي
أدونيس لهيبي (الاسم العلمي: Adonis flammea) نوع نباتي ينتمي إلى جنس الأدونيس أو عين الجمل من الفصيلة الحوذانية.